# Interimspresident
| Interimspresident |
| --- |
| Raúl Lastiri var interimspresident i Argentina delar av 1973, efter att Héctor José Cámpora avgått från presidentposten och efterträdaren Juan Perón hunnit tillsättas på densamma. - Betydelse: En tillfälligt utsedd president - Olika ord: Interims- eller tillförordnad president - Relaterat ord: Interimsregering |

Interimspresident eller tillförordnad president är en president som tillsatts på tillförordnad (interim) basis.

## Olika betydelser
Interims- eller tillförordnad president syftar på en övergångslösning, i väntan på att den ordinarie eller definitiva presidenten utsetts eller inträtt i sitt ämbete.
Exempelvis kan en interimspresident syfta på någon (exempelvis den sittande presidenten) som upprätthåller presidentposten till dess att parlamentet utsett en efterträdare. Denna funktion används både inom suveräna stater och självstyrande regioner, både när presidenten fungerar som statschef eller även innehar rollen av regeringschef.
En interimspresident kan även tillsättas i samband med skapandet av en övergångsregering för ett land, där syftet är att byta regim från diktatur till demokrati. Det kan också handla om att den ordinarie presidenten mer eller mindre tillfälligt är oförmögen att utföra sitt arbete på grund av sjukdom eller jäv.
En interimsregering har vanligen samma formella befogenheter som en ordinarie regering, men oftast bedriver man enbart en ”upprätthållande” verksamhet.

## Liknande roller
I en monarki kallas motsvarande roll riksföreståndare.
En interimsregering är en tillfällig regering. Den blir tillsatt i väntan på att den ordinarie regeringen kan utses. Detta förfarande kan exempelvis ske när en regering hastigt och oplanerat tvingas avgå, eller när ett land byter statsskick (exempelvis under en övergångsperiod från diktatur till demokrati). Då måste landet styras av en tillfälligt utsedd myndighet, till dess att allmänna val kan hållas och en mer permanent lösning för styret av landet kan utses. De formella befogenheterna hos en interimsregering är i regel desamma som hos en ordinarie dito, men man bedriver oftast en "upprätthållande verksamhet"; detta innebär en försiktig politik och i stort sett förvaltning av landet baserat på tidigare fattade beslut.